# San Miguel (Kalifornia, San Luis Obispo megye)
San Miguel statisztikai település az USA Kalifornia államában, San Luis Obispo megyében. Lakosainak száma 3172 fő (2020. április 1.).

## Népesség
A település népességének változása:

| 2010 | 2 336 |
| 2020 | 3 172 |